# Laura Zambrano Padilla
Laura Zambrano Padilla (Cajacay, 17 de noviembre de 1945; alias Camarada René) es una educadora, política y ex-terrorista peruana, miembro de Sendero Luminoso.

## Biografía
Fue detenida junto al líder terrorista Abimael Guzmán el 12 de septiembre de 1992 en la Operación Victoria.
En febrero de 2022 la Corte Suprema de Perú ratificó la condena a cadena perpetua de Zambrano por el atentado de Tarata y ser miembro del Comité Central, junto al resto de la cúpula senderista.